# Municipio de Bryan (Dakota del Sur)
El municipio de Bryan (en inglés: Bryan Township) es un municipio ubicado en el condado de Charles Mix en el estado estadounidense de Dakota del Sur. En el año 2010 tenía una población de 358 habitantes y una densidad poblacional de 3,86 personas por km².

## Geografía
El municipio de Bryan se encuentra ubicado en las coordenadas 43°8′1″N 98°16′45″O / 43.13361, -98.27917. Según la Oficina del Censo de los Estados Unidos, el municipio tiene una superficie total de 92.68 km², de la cual 92,64 km² corresponden a tierra firme y (0,04 %) 0,04 km² es agua.

## Demografía
Según el censo de 2010, había 358 personas residiendo en el municipio de Bryan. La densidad de población era de 3,86 hab./km². De los 358 habitantes, el municipio de Bryan estaba compuesto por el 46,09 % blancos, el 52,23 % eran amerindios, el 0,28 % eran asiáticos y el 1,4 % eran de una mezcla de razas. Del total de la población el 3,63 % eran hispanos o latinos de cualquier raza.